# Deuxième circonscription d'Alemaya
La deuxième circonscription d'Alemaya est une des 177 circonscriptions législatives de l'État fédéré Oromia, elle se situe dans la Zone Est Hararghe. Son représentant actuel est Ibsa Yosef Ahmed.